# Armeńska Federacja Rewolucyjna
Armeńska Federacja Rewolucyjna (AFR, orm. Հայ Յեղափոխական Դաշնակցութիւն, Haj Jeghapochakan Tasznagcutiun), znana również jako dasznacy – ormiańska centrolewicowa, nacjonalistyczna partia polityczna założona w 1890 roku przez działaczy marksistowskich, wówczas na czele partii stali Kristapor Mikaelian, Stepan Zorian i Simon Zawarian. W okresie istnienia Radzieckiej Armenii partia skupiła wokół siebie ormiański ruch niepodległościowy i przyjęła do doktryny partyjnej elementy narodowe. Partia działa w Armenii, Górskim Karabachu i w krajach, gdzie obecna jest diaspora ormiańska, zwłaszcza w Libanie, gdzie jest reprezentowana w parlamencie. Obecnie AFR jest pełnoprawnym członkiem Międzynarodówki Socjalistycznej.
AFR opowiada się za socjalizmem i jest pełnoprawnym członkiem Międzynarodówki Socjalistycznej (do jej poprzedniczki dołączyła już w 1907 roku). Partia jest największą pod względem liczby członków partią wśród diaspory ormiańskiej, ma sekcje w ponad 20 krajach.
AFR od lat 90. XIX wieku działała w Imperium Osmańskim, gdzie promowała reformy i broniła ormiańskie wioski przed masakrami dokonywanymi przez Turków. AFR stworzyła zbrojne grupy partyzantów, które broniły społeczność ormiańską. Dasznacy postawili sobie za cel utworzenie „wolnej, niezależnej i zjednoczonej” Armenii, choć z czasem przeszli na bardziej realistyczne cele ustanowienia autonomii ormiańskiej. W 1918 roku partia odegrała główną rolę w utworzeniu krótkotrwałej Republiki Armenii, która została jednak zajęta przez bolszewików w 1920 roku. Partia zyskała ciągłość organizacyjną dzięki działalności wśród diaspory ormiańskiej, gdzie pomogła Ormianom zachować ich tożsamość kulturalną. Po upadku ZSRR AFR ponownie prowadzi działalność w Armenii.

## Historia
Pod koniec XIX wieku Armenii znajdującej się wówczas w granicach Imperium Rosyjskiego i Imperium Osmańskiego działało kilka niezależnych i niepowiązanych ze sobą grup socjalistycznych. W 1890 lewicowi działacze na czele Kristapor Mikaelian, Stepan Zorian, i Simon Zawarian założyli Ormiańską Federację Rewolucyjną.
Początkowo partia domagała się szerokiej autonomii dla Armenii na terenie Rosji i Imperium Osmańskiego. W 1892 roku odbyło się pierwsze znaczące spotkanie działaczy partii, odbyło się ono w Tyflisie w Imperium Rosyjskim. Partia dążyła do utworzenia społeczeństwa opartego na zasadach demokratycznych, wolności słowa, wolności religijnej i reformy agrarnej. Do nowego ugrupowania początkowo dołączyła Socjaldemokratyczna Partia Hunchakian, szybko wystąpiła jednak z sojuszu, ponieważ zdaniem działaczy tejże partii nowe ugrupowanie nie było wystarczająco marksistowskie.

### W Imperium Rosyjskim
AFR stopniowa uzyskała znaczącą siłę i poparcie wśród rosyjskich Ormian. Głównie z powodu postawy partii wobec Imperium Osmańskiego, partia cieszyła się poparciem administracji rosyjskiej. Program AFR w dziedzinie polityki zagranicznej był zbliżony do tego prowadzonego przez władze carskie. Sytuacja zmieniła się 12 czerwca 1903. Namiestnik Kaukazu Grigorij Golicyn wydał wówczas rozporządzenie włączające nieruchomości Kościoła Ormiańskiego pod kontrolę carską. AFR stanęła wtedy w obronie kościoła uznając edykt carski za zagrożenie dla ormiańskiej tożsamości narodowej. W rezultacie kierownictwo organizacji zorganizowało masowe demonstracje a partyjnych milicjantów wysłało do obrony kościołów.
W latach 1905–1907 doszło do 1905–1907 doszło do walk ormiańsko-azerskich (tatarskich), AFR po raz pierwszy zaangażowała się w działania zbrojne. Niektóre źródła twierdzą, że rosyjski rząd podżegał do masakry w celu wzmocnienia swojej władzy w czasie rewolucji 1905 roku. Do pierwszego wybuchu przemocy doszło w Baku, w lutym 1905 roku. AFR oskarżyła władze rosyjskie za bezczynność i podżeganie do masakr, które miały być częścią większej polityki antyormiańskiej. W dniu 11 maja 1905 bojownik dasznaków Drastamat Kanajan zabił księcia Nakaszydze, książę był głównym inspiratorem nienawiści i konfrontacji między Ormianami i Tatarami. Nie mogąc liczyć na siły rządowe, ormiańska burżuazja zwróciła się do AFR o ochronę. Przywódcy dasznaków uznali, że ze względu na dyskryminację pracowników ormiańskich przez nieormiańskie koncerny, ochrona narodowej burżuazji stworzy szansę na większe zatrudnienie ormiańskich robotników. Namiestnik cara Rosji na Kaukazie, Iłłarion Woroncow-Daszkow, oskarżył AFR o udział w starciach na tle etnicznym. AFR natomiast zadeklarowała, że pomaga jedynie organizować samoobronę ludności ormiańskiej przed atakami ze strony muzułmanów. AFR uznała walkę zbrojną za niezbędną do realizacji celów politycznych. W odpowiedzi na zorganizowanie się militarne dasznaków doszło do konsolidacji społeczności muzułmańskiej Kaukazu.
W styczniu 1912, 159 członków partii wywodzących się ze sfer intelektualnych było sądzonych przez władze carskie za działalność wywrotową, bronił ich wówczas późniejszy premier Rosji Aleksander Kiereński. Zdaniem Kiereńskiego lokalna administracja korzystała ze wszelkich dostępnych środków, aby skazać oskarżonych. 94 oskarżonych zostało uniewinnionych, reszta trafiła do więzień lub na zesłanie.

### W Imperium Perskim
Dasznacy 26 kwietnia 1907 zwołali IV Walny Zjazd, na którym liderzy AFR tacy jak Aram Manukian, Hamo Ohanjanyan i Stepan Stepanian udzielili poparcia irańskiej rewolucji konstytucyjnej. Uznali, że rewolucja to ruch w stronę poprawy interesów ludzi pracy i praw człowieka. Działacze partii uznali, że będą działać na rzecz interesów ormiańsko-perskich. Za przyjęciem uchwały popierającej rewolucję opowiedziało się 25 delegatów, a jeden nie wziął udziału w głosowaniu.
Od 1907 do 1908 w czasie, gdy „Młodzi Turcy” doszli do władzy w Imperium Osmańskim, Ormianie z Kaukazu, Zachodniej Armenii i Iranu rozpoczęli współpracę z irańskimi konstytucjonalistami i rewolucjonistami. Partie polityczne, zwłaszcza dasznacy chcieli mieć wpływ na kierunek rewolucji w większej demokracji. Udział partii był głównie wojskowy, dasznacy wysłali kilka oddziałów partyzanckich do Iranu. Jeprem Chan utworzył oddział partii w tym kraju. Chan odegrał też bardzo dużą rolę w irańskiej rewolucji konstytucyjnej. Po zbombardowaniu parlamentu perskiego przez Rosjan na czele z pułkownikiem Władimirem Liakowem (car wsparł perskiego szacha Mohhameda Ali Szaha Kadżara walczącego z konstytucjonalistami – szach w 1907 roku zniósł konstytucję, którą uznał za sprzeczną z prawem islamskim), Jeprem Chan nawiązał kontakt z liderem rewolucji irańskiej Sattarem Chanem. Relację między Sattarem Chanem i Jeprem oscylowały między współpracą a urazą. Czasami Sattar określał go jako ignoranta, a innym razem nazwał go wielkim bohaterem. Niemniej jednak AFR i konstytucjonaliści dokonali razem wiele zwycięskich posunięć, w tym zdobycie Reszt w lutym 1909 roku. Pod koniec czerwca 1909 roku konstytucjonaliści wkroczyli do Teheranu i po kilku starciach, zajęli meczet Sepahsalar i Madżlis (parlament). Jeprem po zwycięstwie został mianowany szefem teherańskiej policji, co spowodowało napięcia między nim a pozostałymi dasznakami.

### W Imperium Osmańskim

#### Okres Abdul Hamida II (1894 – 1907)

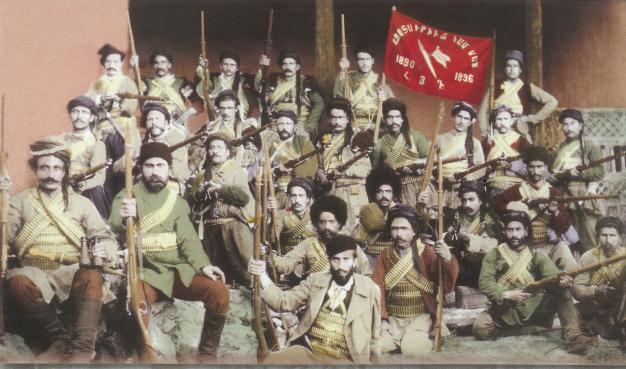
Żołnierze AFR z lat 90. XIX wieku, na sztandarze napis „Wolność albo śmierć”

AFR miała swoje sekcje także na terenie Imperium Osmańskim. Dasznacy uczestniczyli tam w agitacji rewolucyjnej. W 1894 brali udział w powstaniu w Sasun, dostarczając broń dla miejscowej ludności. W czerwcu 1896, dasznacy zorganizowali obronę Wan gdy osmańscy żołnierze zaatakowali miasto. W walkach wzięła grupa bojowców AFR pod sztandarem „Azatutjun gam mah” (Wolność albo Śmierć). Aby podnieść świadomość na temat masakry Ormian 1895-96, dasznacy przeprowadzili w dniu 26 sierpnia 1896 akcje zajęcia tureckich banków.
25 lipca 1897 doszło do tzw. ekspedycji Chanasor, przeprowadziła ją milicja kurdyjskiego plemienia Mazrik. Podczas obrony Wan Kurdowie zorganizowali zasadzkę na ormiańskich obrońców i zmasakrowali ich, wyprawa Kurdów doprowadziła do reakcji Ormian. Niektórzy Ormianie uważają, że bitwa była pierwszym zwycięstwem nad Imperium Osmańskim i co rok świętują pamięć uczestników walk.
AFR zorganizowała ataki odwetowe. W 1904 odegrała ważną rolę w powstaniu Sasun. AFR wysłała swoje oddziały po raz drugi w celu obrony miasta. Spośród 500 fedainów biorących udział w bitwie szczególnie wykazali się Kevork Chavush, Murad Sepasdatsi i Hrayr Djoghk. Pomimo braku żołnierzy i broni udało się im powstrzymywać siły osmańskie przez kilka miesięcy.
W 1905 członkowie Federacji Rewolucyjnej zorganizowali nieudany zamach na sułtana Abdula Hamida II w Konstantynopolu. Próba zabicia sułtana nie udała się ponieważ bomba czasowa spóźniła się o kilka minut. W czasie próby zamachu zginął jeden z założycieli AFR, Kristapor Mikaelian.

#### Rewolucja młodoturecka (1908-1914)
Dwiema z największych grup rewolucyjnych próbujących obalić sułtana Abdula Hamida II były AFR i Komitet Jedności i Postępu – grupa wykształconych w Europie Turków. W 1907 roku, ormiańska AFR i tureccy rewolucjoniści ogłosili, że mają te same cele. Reformy Tanzimat dały Ormianom więcej praw i miejsc w parlamencie, AFR domagała się jednak większej niezależności i utworzenia na ormiańskich obszarach Imperium Osmańskiego szerokiej armeńskiej autonomii zwanej jako „państwo w państwie”. W 1907 roku, w Paryżu odbył się drugi kongres opozycji tureckiej. W konferencji udział wzięli przywódcy opozycji antysułtańskiej – Ahmed Riza (liberałowie), Sabahheddin Bey i członek AFR Khachatur Maloumian. Podczas spotkania podpisano porozumieniu o współpracy między AFR a Komitetem Jedności i Postępu.
Gdy w 1908 roku Abdul Hamid II został obalony podczas rewolucji młodotureckiej, dasznacy poparli nowe władze, widząc w nich potencjalnych sojuszników Ormian Liczyli na to, że dzięki ich staraniom Armenia uzyska szeroką autonomię w ramach Imperium Osmańskiego. W wyborach parlamentarnych w 1908 roku Ormianie zdobyli większą liczbę mandatów, jednak reformy nie spełniły żądań AFR, która domagała się większej autonomii. Masakra w Adanie w 1909 roku wzmocniła niechęć między Ormianami a Turkami, a kontakty AFR z młodoturkami zerwano w 1912 roku.

#### I wojna światowa i ludobójstwo Ormian
W 1915 większość przywódców dasznaków przebywających w Turcji wywieziono i zabito obok innych ormiańskich intelektualistów. Dasznacy próbowali zorganizować opór wobec ludobójstwa organizując udane powstanie w Van, które zostało przez Turków brutalnie stłumione. Pacyfikacją powstania dowodził Jedwen Bej, który zagroził, że wymorduje wszystkich muzułmanów, którzy pomagali eksterminowanym Ormianom. Pod koniec I wojny światowej, AFR przeprowadziła „operację Nemesis” mającą na celu eliminacje tureckich urzędników odpowiedzialnych za ludobójstwo Ormian.
W Vaspurakan mieszkało 185.000 Ormian, w Wan około 30.000 Ormian, do Wan dołączyli też Ormianie z okolicznych wiosek, którzy uciekli do miasta w czasie tureckiej ofensywy. Bitwa Turków z ormiańskimi powstańcami rozpoczęła się 20 kwietnia 1915 roku, na czele powstania stanął Aram Manukian. Rebelia trwała przez dwa miesiące. W maju ormiańskie i rosyjskie bataliony skutecznie wyparły wojska osmańskie z miasta. Dasznacy zorganizowali ruch oporu w miejscowościach Zeitun, Shabin-Karahisar, Urfa i Musa Dagh. Po pokonaniu Imperium Osmańskiego, lider AFR Aram Manukian został gubernatorem Administracji Zachodniej Armenii.
Pod koniec I wojny światowej wielu członków tureckiej administracji odpowiedzialnych za ludobójstwo Ormian zostało zabitych przez AFR w czasie operacji Nemesis.

### Demokratyczna Republika Armenii
W wyniku upadku Imperium Rosyjskiego w 1917, ormiańscy, gruzińscy, i muzułmańscy przywódcy Kaukazu utworzyli Zakaukaską Demokratyczną Republikę Federacyjną. Traktat brzeski miał fatalne dla Armenii skutki; Turcy ponownie rozpoczęli okupację Armenii Zachodniej. Federacja rozpadła się jednak po trzech miesiącach, 28 maja 1918 z federacji odłączyła się Armenia (negocjatorzy wywodzili się z AFR) i Azerbejdżan.
Wraz z upadkiem Federacji Zakaukaskiej Ormianie zostali pozostawieni sami sobie, podczas gdy armia turecka zbliżała się do stolicy, Erywania, początkowo dasznacy obawiając się masakry ludności i klęski militarnej chcieli ewakuować miasto. Rada Wojskowa kierowana przez pułkownika Pirumiana zdecydowała się jednak na konfrontację z armią turecką. Bitwa rozegrała się 28 maja 1918 roku w pobliżu Sardarapat. Bitwa okazała się ważnym sukcesem militarnym ormiańskiej armii a dzięki sukcesowi militarnemu Armenii udało się powstrzymać inwazję tureckich sił zbrojnych. Ormianie wygrali też bitwy o Kara Killisse oraz pod Bash Abarán. 28 maja ogłoszono utworzenie Pierwszej Republiki Armenii, w nowej republice AFR stała się partią rządzącą.
AFR, kierowana przez generała Andranika Ozaniana, próbowała kilkakrotnie zająć miasto Şuşa w Karabachu. Wojska Ozaniana zbliżyły się do miasta na 42 km w chwili, gdy I wojna światowa skończyła się, a Turcja wraz z Niemcami i Austro-Węgrami poddała się aliantom. Siły brytyjskie zażądały od AFR, aby powstrzymała się od wszelkich zaczepek wojskowych i zapewnili Ormian, że konflikt zostanie rozwiązany na paryskiej konferencji pokojowej w 1919 roku. Ozanian, nie chcąc wdawać się w walki z Brytyjczykami, wycofał się do Gorin w Górach Zangezurskich.
Większa część stanowisk państwowych w nowo powstałej republice kontrolowali dasznacy (min. urząd premiera, ministra obrony i ministra spraw wewnętrznych). Pod koniec listopada 1920 do republiki wkroczyła Armia Czerwona. 4 grudnia 1920 zdobyty został Erywań. Dzień później na terenie Armenii powołano Armeńską Socjalistyczną Republikę Radziecką. Część działaczy AFR kontynuowała działalność na wygnaniu.

### Na emigracji, diaspora
Gdy bolszewicy przejęli władze w Armenii, liderzy AFR zostali wygnani, a dasznacy przenieśli swoją bazę operacyjną w miejsca, gdzie działała diaspora ormiańska. W związku z dużym napływem uchodźców ormiańskich do krajów Lewantu, AFR utworzyła silne struktury polityczne na terenie Libanu, oraz w mniejszym stopniu, w Syrii. Od 1921 do 1990, struktury polityczne AFR powstały w ponad 200 krajach, w tym w USA, gdzie doszło do dużego napływu Ormian.
Wraz z podziałem politycznym i geograficznym doszło też do podziału religijnego. Część Kościoła ormiańskiego dążyła do niezależności od głowy Kościoła w Eczmiadzynie w Armeńskiej SRR – niektórzy Ormianie w USA uważali, że ASRR próbuje użyć Kościoła ormiańskiego do promowania pomysłów swojego rządu poza granicami kraju. W rezultacie Kościół ormiański podzielił się na dwie gałęzie w Eczmiadzynie i w Cylicji i zaczął działać oddzielnie. W Stanach Zjednoczonych, wierny głowie Kościoła z Eczmiadzyn, Ormiański Kościół Apostolski nie zezwalał członkom AFR na przystępowanie do Kościoła. Był to jeden z powodów strategii kierownictwa AFR, które zniechęcało Ormian do uczestnictwa w kościołach wiernych Eczmiadzynowi i postulowali przeniesienie się do konkurencyjnego skrzydła kościoła. W 1933 roku grupa członków AFR w Nowym Jorku zostało skazanych za zabójstwo ormiańskiego arcybiskupa Leona Touriana, Tourian oskarżony został przez działaczy AFR za sympatie proradzieckie. Kierownictwo AFR odcięło się od zabójstwa arcybiskupa.
W okresie II wojny światowej, niektórzy członkowie niemieckiego AFR widzieli w inwazji Niemców na ZSRR szansę na uzyskanie niepodległości przez Armenię. Z inicjatywy Drastamata Kanayana utworzono Legion Armeński składający się głównie z byłych jeńców radzieckich. Legion brał udział w okupacji Półwyspu Krymskiego. Z kolei oddziały AFR z siedzibą w Holandii i Francji pozostawały w opozycji do proniemieckiej berlińskiej siedziby partii.
W latach 50., doszło do zwiększenia napięć między AFR a Armeńską SRR. Śmierć Katolikosa Garegina ze Stolicy Apostolskiej w Cylicji wywołało walkę o sukcesję. Narodowe Zgromadzenie Duchownych, które było w dużej mierze pod wpływem AFR, na nowego katolikosa wybrało Zareha z Aleppo. Decyzja ta została odrzucana przez władze kościelne w Eczmiadzynie. Zareh rozszerzył swoją władzę administracyjną nad dużą częścią ormiańskiej diaspory (utraconej na skutek wcześniejszego rozłamu). Wydarzenia te podzieliły społeczność ormiańską Libanu, gdzie w tym czasie dochodziło do sporadycznych starć między zwolennikami i przeciwnikami katolikosa Zareha.
Konflikt religijny był częścią większego konfliktu, który szalał pomiędzy dwoma obozami ormiańskiej diaspory. AFR potępiała przejęcie przez Armię Czerwoną władzy nad terenami dawnej Demokratycznej Republiki Armenii, a przywódcy partii popierali utworzenie „wolnej, niezależnej i zjednoczonej Armenii”, wolnej od hegemonii zarówno tureckiej, jak i radzieckiej. Przeciwnego zdania była Socjaldemokratyczna partia Hunchakian i Armeńska Liberalna Partia Demokratyczna, która popierała rządy radzieckie Armenii.

#### Liban
W latach 1923–1958, wśród ormiańskiej diaspory w Libanie trwał konflikt o to, z którą partii ma reprezentować jej interesy. W 1926 roku doszło do konfliktu między AFR a partią Hunchakian o kontrolę nad miastem Bourj Hammound w Libanie, konflikt zakończył się zabójstwem członka AFR, Vahana Vartebediana. W odwecie za morderstwo, w 1929 i 1931 roku zostali zabici członkowie partii Hunchakian – Mihran Aghazarian i S. Dekhrouhi. Na sytuację libańskiej diaspory odbił się też spór wokół wyświęcenia biskupa Zareha na katolikosa Cylicji (1956); na skutek spolaryzowania społeczności ormiańskiej w 1958 roku doszło do walk między zwolennikami Zareha (AFR) i jego przeciwnikami (Hunchakians, Demokratyczna Partia Liberalna).
Przed libańską wojną domową (1975-1990), partia była ściśle związana z Falangą Libańską Pierre Dżumajjila. Obie partie często startowały w wyborach, zwłaszcza w okręgu w Bejrucie, gdzie mieszkała duża społeczność ormiańska. AFR odmówiła udziału w konflikcie przez co pogorszyły się jej relacje z obydwoma stronami konfliktu, w odpowiedzi na to bojówki falangistów zaatakowały przedstawicieli mniejszości ormiańskiej w wielu miast Libanu, w tym Bourj Hammoud. Wielu Ormian związanych z AFR chwyciło za broń i zorganizowało oddziały samoobrony. W 1975 roku w czasie wojny domowej wyłoniła się organizacja partyzancka Komanda Sprawiedliwości Ludobójstwa Ormian. Organizacja partyzancka jest niekiedy wiązana z dasznakami.
Etnicznym Ormianom przysługiwało sześć mandatów w liczącym 128 miejsc Zgromadzeniu Narodowym Libanu. Libański oddział AFR zazwyczaj kontroluje większość głosów społeczności ormiańskiej i zdobywa większość mandatów Ormian w Zgromadzeniu Narodowym. Istotna zmiana miała miejsce w wyborach parlamentarnych w 2000 roku, wówczas partia zdobyła tylko jeden mandat co jest jej najgorszym wynikiem w przeciągu dziesięcioleci. AFR wezwała do bojkotu wyborów 2005 roku w Bejrucie. W wyborach w 2009 roku, AFR zdobyła 2 mandaty parlamentarne. W czerwcu 2011 roku, powstał nowy rząd Libanu, w skład którego weszło dwóch członków partii, jeden z ministrów ormiańskich objął stanowisko ministerstwa przemysłu.
Obecnym przewodniczącym AFR w Libanie jest Hovig Mhkitarian. AFR ma siedzibę w Bourj Hammound, siedzibę mają tam również – dziennik Aztag Daily należący do Komitetu Centralnego partii i „Głos Wan” (24 godzinna stacja radiowa).

#### W niepodległej Armenii

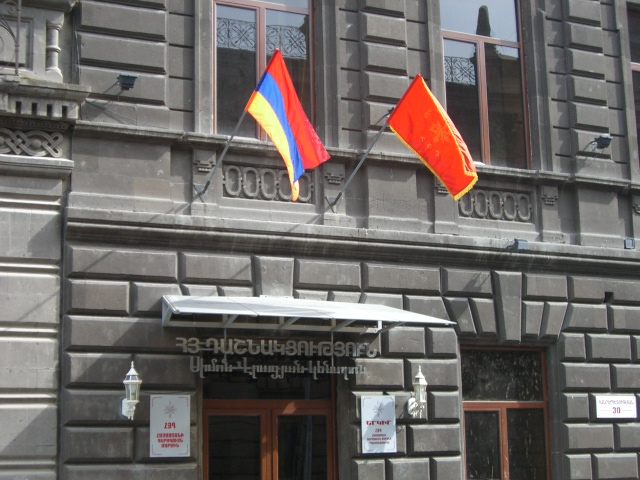
Siedziba AFR w Erywaniu

AFR zawsze utrzymywała ideologiczne przywiązanie do „wolnej, niezależnej i Wielkiej Armenii”. Termin Wielka Armenia odnosi się do granic Armenii uznanych przez prezydenta USA Woodrowa Wilsona w traktacie z Sèvres 1920 roku. Od 1920 roku gdy wschodnia część Armenii utworzyła republikę radziecką, AFR reprezentowała wśród diaspory ormiańskiej tendencję antyradziecką i niepodległościową. Partia zorganizowała społeczną i kulturalną współpracę Ormian mającą na celu zachowanie tożsamości narodowej na obczyźnie. Ze względu na niechęć komunistycznego rządu Armenii, AFR do 1991 roku nie mogła swobodnie działać na terenie kraju.
Gdy w 1991 roku ASRR odłączyła się od ZSRR, AFR szybko stała się jedną z najważniejszych i najbardziej aktywnych partii politycznych. Rywalizowała głównie z liberałami z Panormiańskiego Ruchu Narodowego. 28 grudnia 1994 roku, prezydent Lewon Ter-Petrosjan wywodzący się z Panormiańskiego Ruchu Narodowego zabronił działalności AFR (wtedy tworzącej opozycję) i zakazał publikacji organu partii Yerkir, wówczas największej ormiańskiej gazety codziennej. Ter-Petrosjan oskarżył członków AFR o rzekomą działalność terrorystyczną skierowaną przeciwko jego administracji i próbę dokonania przewrotu. W ciągu wieczora, służby bezpieczeństwa aresztowały czołowych działaczy AFR, a policja przejęła komputery, faksy i inne materiały znajdujące się w biurach partii. Oprócz Yerkir, rząd zakazał wydawania kilku innych czasopism o charakterze kobiecym, kulturalnym czy młodzieżowym.
Bliski doradca prezydenta Ter-Petrosjana, stwierdził w wywiadzie że był pewien że dowody są prawdziwe i odrzucił tezę jakoby partia miała zostać zdelegalizowana celowo aby pozbyć się jej na czas wyborów w wyborach parlamentarnych w lipcu 1995 roku. Dopiero kilka miesięcy po wyborach okazało się, że aresztowani działacze AFR są niewinni. Zakaz działania partii został zniesiony, a po niecałym tygodniu upadł rząd Ter-Petrosjana. Nowy rząd utworzył Robert Koczarian, a jego gabinet poparty został przez AFR.
Od 2007 roku Federacja Rewolucyjna nie należała do koalicji rządowej, jednak zgodziła się na podpisanie umowy o współpracy z koalicją rządową tworzoną przez narodowo-konserwatywne ugrupowanie Republikańska Partia Armenii i konserwatywno-liberalną Partię Dostatniej Armenii. AFR posiadała wówczas 16 (na 131 miejsc) w Zgromadzeniu Narodowym Armenii, tym samym AFR tworzyła największą partię socjalistyczną kraju oraz trzecią co do wielkości partię w parlamencie.
Oprócz mandatów, partia w ramach współpracy z konserwatystami uzyskała kilka resortów rządowych, Davit Lokian został ministrem rolnictwa, Levon Mkrtchian został ministrem edukacji i nauki, z kolei Aghvan Vardanian ministrem pracy i spraw socjalnych. 13 lipca 2007 roku w Erywaniu otwarto Muzeum Historii AFR, muzeum przedstawia historię partii i życiorysy jej wybitnych członków.
W 2007 roku partia zapowiedziała wyłonienie swojego kandydata na wybory prezydenckie zaplanowane w lutym 2008 roku. 24–25 listopada 2007 roku odbyły się w partii prawybory. W prawyborach startowała dwójka kandydatów – Vahan Hovhannisyan i Armen Rustamyan. W prawyborach wzięło udział prawie 300 000 osób, które oddały swoje głosy w prowizorycznych biurach wyborczych lub mobilnych urnach. Najwięcej głosów uzyskał Vahan Hovannisyan, tym samym został on nominowany do udziału w wyborach prezydenckich z ramienia AFR. W wyborach prezydenckich, Hovhannisyan zajął czwarte miejsce i 6,2% głosów. W 2008 roku, AFR dołączyła do koalicji rządowej Armenii. Partia opuściła koalicję i ponownie przeszła do opozycji w 2009 roku, choć jej relacje z pozostałymi ugrupowaniami opozycji pozostały chłodne. W wyborach parlamentarnych w 2012 roku partia zdobyła 5 mandatów, tym samym w porównaniu do wyborów w 2007 roku utraciła 11 miejsc parlamentarnych.

#### Górski Karabach
Po tym gdy ZSRR rozszerzyło swoje tereny o Południowy Kaukaz, w 1923 roku na spornych częściach Azerskiej SRR utworzono Nagorno-Karabachski Obwód Autonomiczny. W ostatnich latach istnienia ZSRR, w Górskim Karabachu działalność rozpoczął oddział AFR. W styczniu 1991 roku dasznacy wygrali wybory parlamentarne i jako partia rządząca sprawowali władzę w czasie konfliktu o Górski Karabach między Azerbejdżanem i Armenią. AFR wysłała na front uzbrojonych ochotników oraz dostarczał broni, żywności, leków i wsparcia moralnego. Dowódca ochotników czeczeńskich walczących po stronie Azerów, Szamil Basajew, twierdził, że jego batalion przegrał jedynie jedną bitwę, a porażka nastąpiła właśnie w walce przeciwko batalionowi Federacji Rewolucyjnej. W wyborach parlamentarnych w 1999 roku, AFR zdobyła 9 na 33 mandatów w Zgromadzeniu Narodowym. W czerwcu 2005 roku, AFR była częścią sojuszu wyborczego Ruch 88, który zdobył 3 z 33 miejsc.

## Ideologia

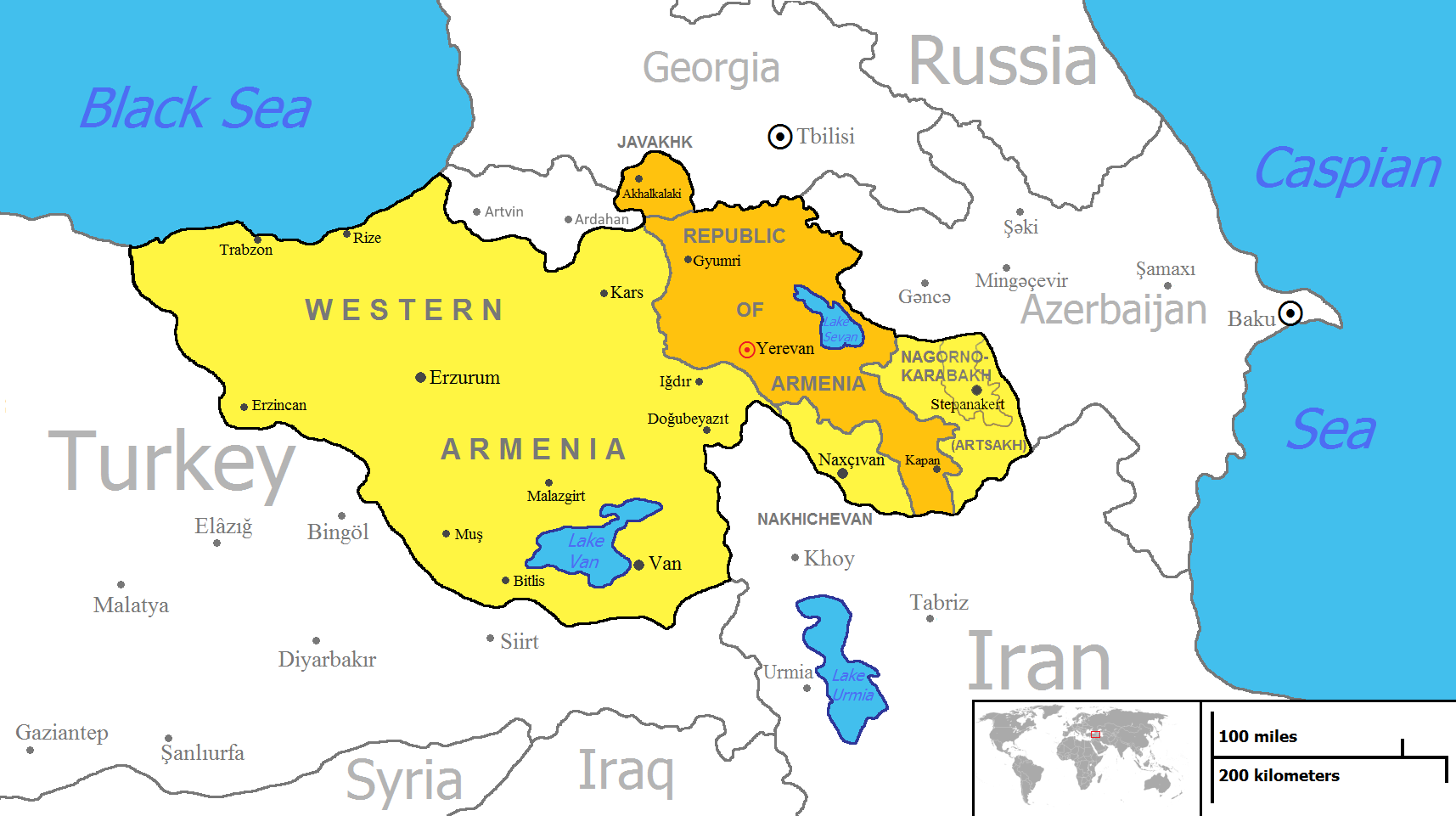
Obszar Wielkiej Armenii której utworzenie jest postulowane przez Federację Rewolucyjną

Główne założenia AFR pochodziły z nacjonalizmu ormiańskiego, socjalizmu i marksizmu i to właśnie na tych ideałach oparta była sekcja „Ogólna teoria” w pierwszym programie partii napisanym przez Stepana Zoriana. AFR po raz pierwszy określiła swoje cele polityczne i ideologiczne w okresie reżimu Abdula Hamida II. Partia potępiała reżim turecki i domagała się poprawy jakości życia Ormian, partia popierała walkę o prawa Ormian na drodze rewolucji i walki zbrojnej. AFR określała i określa się jako partia socjalistyczna. Jej program dotykał problemów narodowowyzwoleńczych, rewolucyjnych, politycznych i społeczno-gospodarczych.
Pomimo wielu zmian, powyższe zasady i tendencje pozostały aktualne. W ostatnich dziesięcioleciach, AFR przeformułowała program dostosowując go do aktualnych koncepcji socjalizmu, demokracji i prawa do samostanowienia. Jej obecnymi celami są:
- Utworzenie wolnej, niezależnej i zjednoczonej Armenii, Granice Wielkiej Armenii powinny objąć obszary wyznaczone przez traktat z Sèvres, jak i regiony Dżawachetii (obecnie Gruzja), Górskiego Karabachu (obecnie obszar autonomiczny Azerbejdżanu, okupowany przez Ormian) oraz Nachiczewanu (obecnie obszar autonomiczny Azerbejdżanu).
- Doprowadzenie do międzynarodowego potępienia ludobójstwa dokonanego przez Imperium Osmańskie na Ormianach, zwrot ziem, które zostały zajęte oraz wypłata odszkodowań dla narodu ormiańskiego.
- Gromadzenie emigracji ormiańskiej na ziemiach Wielkiej Armenii.
- Wzmocnienie państwowości Armenii, instytucjonalizacja, demokratyzacja, zapewnienie Ormianom gospodarczego dobrobytu, utworzenie niezależnej socjalistycznej i demokratycznej republiki armeńskiej oraz ustanowienie sprawiedliwości społecznej[7].

AFR oskarżana jest przez krytyków o to, że obecna strategia partii nie różni się od tej z okresu Imperium Osmańskiego. Partia chce realizować swoje cele poprzez przekonanie do nich zachodnich rządów i kręgów dyplomatycznych.
W 1907 roku dasznacy dołączyli do II Międzynarodówki, należeli do tejże organizacji aż do czasu jej rozwiązania w czasie I wojny światowej. Później partia dołączyła do Międzynarodówki Socjalistycznej i pozostała jej pełnym członkiem do 1960 roku, kiedy to postanowiła wycofać się z organizacji. W 1996 roku została ponownie przyjęta w charakterze obserwatora, w 1999 roku dasznacy uzyskali pełne członkostwo w tejże organizacji. W okresie od 1923 do 1940, AFR była członkiem Socjalistycznej Międzynarodówki Robotniczej.
Członkowie AFR nazywani są dasznakami. Członkowie partii formalnie zwracają się do siebie per towarzysz.

## Organizacja afiliowane
AFR jest uważana za przede wszystkim organizację diaspory ormiańskiej, AFR na całym świecie założyła liczne ormiańskie szkoły, ośrodki kulturalne, harcerskie i sportowe, stowarzyszenia pomocy, grupy młodzieżowe etc. AFR patronuje Ormiańskiemu Towarzystwu Pomocy czy Homenetmen (organizacja atletyczna). AFR utworzyła Federację Młodzieży Ormian, partia dysonuje też sekcjami studenckimi.
AFR dysponuje najsilniejszą ormiańską organizacją lobbystyczną w USA – Armeńskim Komitetem Narodowym Ameryki. Siostrzaną organizacją AKNA jest Armeński Komitet Narodowy Kanady.
Sekcje AFR w Argentynie, Australii, Bułgarii, Kanadzie, Cyprze, Egipcie, Wielkiej Brytanii, Francji, Gruzji, Niemczech, Grecji, Iranie, Izraelu, Rosji, Szwajcarii, Syrii i Urugwaju odegrały znaczącą rolę w kampanii na rzecz uznania ludobójstwa Ormian w tych krajach.

### Media
AFR i jej organizacje partnerskie na całym świecie publikują 11 gazet: 4 codzienne i 7 tygodników. Ponadto, istnieją dwa kanały telewizyjne, w tym jedna internetowa. Dwie stacje radiowe nadają program codziennie (w tym jedna w internecie).